# Medroxyprogesterone
Medroxyprogesterone (viết tắt là MP), được bán dưới nhãn hiệu Controlestril, là một loại progestin được sử dụng trong thú y ở Pháp để kiểm soát động dục ở động vật. Một dẫn xuất, medroxyprogesterone acetate (MPA), được sử dụng làm thuốc ở người, và được biết đến rộng rãi hơn nhiều so với so sánh. So với MPA, MP là trên hai đơn vị cường độ ít tiềm năng như một progestogen. MP cũng đáng chú ý ở chỗ nó là chất chuyển hóa của MPA. Medroxyprogesterone đôi khi được sử dụng như là một từ đồng nghĩa cho medroxyprogesterone acetate, và hầu như luôn luôn được nhắc tới khi thuật ngữ được sử dụng là MPA chứ không phải MP.

## Hóa học
MP, còn được gọi là 6α-methyl-17α-hydroxyprogesterone hoặc là 6α-methyl-17α-hydroxypregn-4-en-3,20-dion, là một steroid pregnan tổng hợp và dẫn xuất của progesterone. Nó đặc biệt là dẫn xuất của 17α-hydroxyprogesterone với một nhóm methyl tại vị trí C6α. Tên chung của MP là sự co lại của 6α-methyl-17α-hydroxyprogesterone. Nó liên quan chặt chẽ đến medglestone cũng như các dẫn chất 17α-hydroxyprogesterone không được điều trị khác như chlormadinone, cyproterone, và megestrol.

## Tên chung
Medroxyprogesterone là tên chung của thuốc và INN và BAN.